# Příkrý
Příkrý är en ort i Tjeckien. Den ligger i den norra delen av landet, 90 km nordost om huvudstaden Prag. Příkrý ligger 512 meter över havet och antalet invånare är 247.
Terrängen runt Příkrý är huvudsakligen kuperad, men åt sydost är den platt.Runt Příkrý är det ganska tätbefolkat, med 75 invånare per kvadratkilometer. Närmaste större samhälle är Jablonec nad Nisou, 17,5 km nordväst om Příkrý. Omgivningarna runt Příkrý är en mosaik av jordbruksmark och naturlig växtlighet.